# جونگ چان
جونگ چان (کره‌ای: 정찬؛ زادهٔ ۲۳ فوریه ۱۹۷۱) بازیگر اهل کره جنوبی است. از فیلم‌ها یا مجموعه‌های تلویزیونی که وی در آنها ایفای نقش کرده‌است می‌توان به شرق بهشت، تو زیبایی، ذائقه شخصی و خورشید ارباب اشاره کرد.